# Rhamnus yoshinoi
Rhamnus yoshinoi là một loài thực vật có hoa trong họ Táo. Loài này được Makino miêu tả khoa học đầu tiên năm 1904.